# チェルノブイリ・エイズ
チェルノブイリ・エイズ（Chernobyl AIDS）は、チェルノブイリ原子力発電所事故後に作業員や住民にみられる症状のひとつである、免疫機能の低下とそれによる症状や病気の総称である。

## 概要
チェルノブイリ原発事故の処理にあたった作業員（リクビダートル）や現地住民に、癌以外に免疫機能の低下、貧血、非常に疲れやすい、胎児の発育不全、先天性異常など様々の症状が現れている。これらのうち、免疫機能の低下とそれによる症状や病気は、後天性免疫不全症候群になぞらえて「チェルノブイリ・エイズ」とよばれている。原因は未解明であるが、内部被曝が関係するとの見方がある。
ウクライナの生化学者セルゲイ・コミサレンコ（1943年- ,uk:Комісаренко Сергій Васильович）は、1978-1985年にウクライナ免疫科学プログラムの責任者を務め、続いて1986-1988年に同研究を指導した。ここで、事故による放射性降下物からの低線量放射線のために、ヒトのナチュラルキラー細胞の数と活性が劇的に低下することを見出し、この免疫抑制現象を"チェルノブイリ・エイズ"と名づけた。
事故後にベラルーシで診療にあたった医師の菅谷昭（現松本市長）は以下のように述べている。子どもたちに、免疫機能が落ち抵抗力が下がって、感染症にかかりやすく、風邪は長引きぶり返し、異常に疲れやすい、貧血状態、などの症状が出ており、学校の授業なども短縮しなければならないほどである。被曝した女の子たちが出産する時期を迎えているが、産婦人科医の話では、胎児の発育も悪く、早産、未熟児、先天性異常などが増えている。出産前に異常が見つかれば、統計上発生率を減らすため、半強制的に人工妊娠中絶が行われている。

## ヤブロコフらによる研究
ロシアの科学者アレクセイ・ヤブロコフ（Alexey V. Yablokov）、ワシリー・ネステレンコ（Vassily B. Nesterenko）、アレクセイ・ネステレンコ（Alexey V. Nesterenko）は、2007年、en:Chernobyl: Consequences of the Catastrophe for People and the Environment（『チェルノブイリ：大惨事が人々と環境に与えた影響』）を出版した。同書は、チェルノブイリ・エイズの発生機序について、セシウム137による内部被曝で胸腺が破壊され、ヘルパーT細胞を含むリンパ球のT細胞系が作れなくなり、B細胞に抗体グロブリンを作るように命令してくれるはずのT細胞が存在しないので、血中の免疫グロブリンの数が激減してしまう、等と述べている。

## 胸腺の特性
胸腺は放射線や副腎皮質ホルモンなどに暴露されると萎縮するが特にT細胞を盛んに産出している時期は感受性が高い。胸腺中のリンパ球が最も多いのは思春期（10代前後）でピーク時の胸腺は30～40gに達する。その後は急速に萎縮し脂肪組織に置き換わる。そのため胸腺は最も老化の早い器官といわれる。逆にいえば胸腺は発達が早く、たとえば、出生直後のマウスで胸腺摘出を行うと、マウスは免疫不全に陥るが、成熟マウスで摘出をしても免疫系に影響は少ない。これは、成熟した個体では十分なT細胞のプールができ、末梢でもリンパ球が生理的増殖を行うようになるからである。詳細は「胸腺」を参照のこと。